# Science Busters

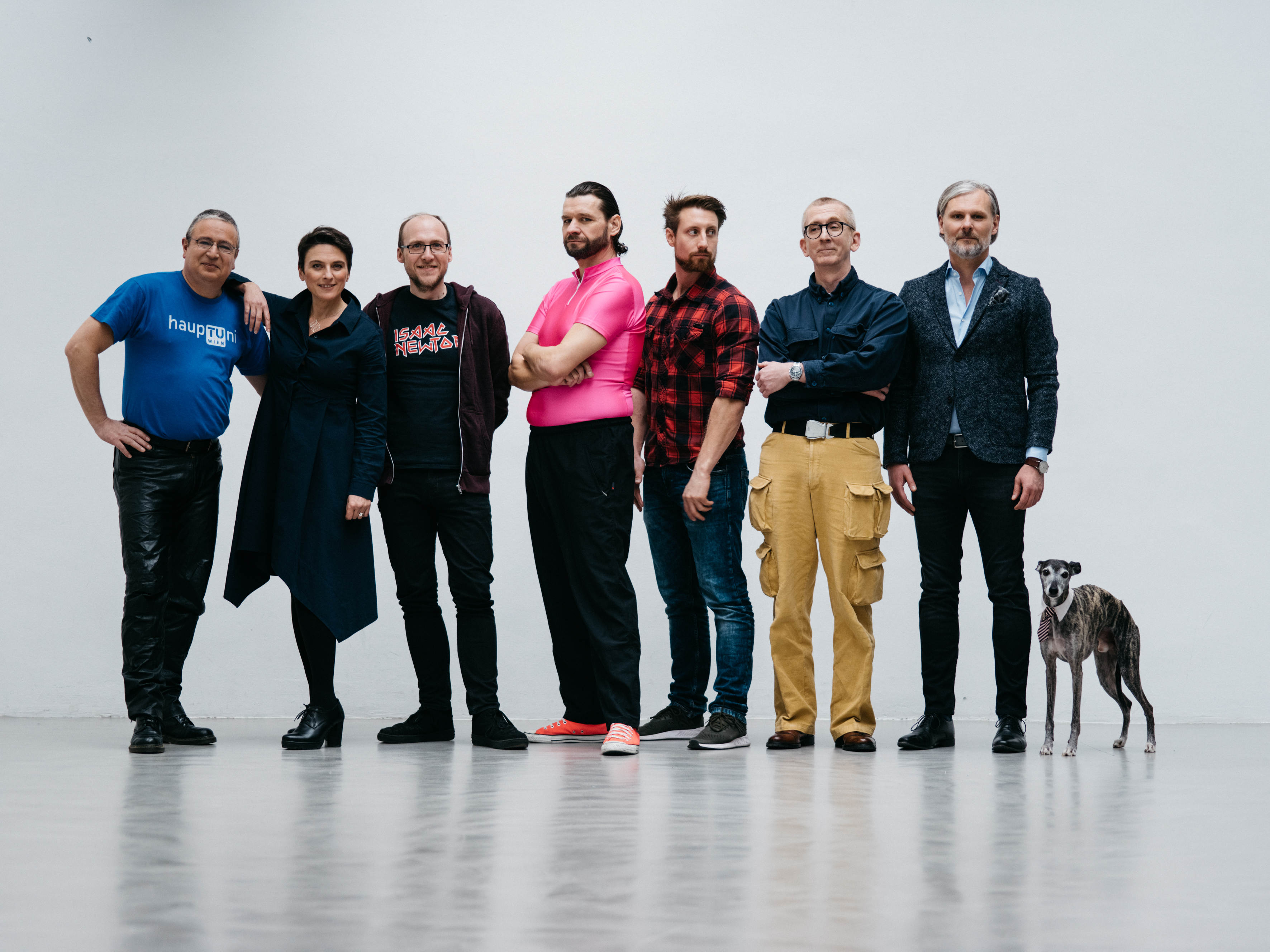
Die Science Busters 2020: Peter Weinberger, Elisabeth Oberzaucher, Florian Freistetter, Martin Puntigam, Martin Moder, Günther Paal und Helmut Jungwirth mit Hund Woody

Die Science Busters sind ein österreichisches Wissenschaftskabarett. Gegründet wurden sie 2007 von den beiden Physikern Heinz Oberhummer (Theoretische Physik; gestorben 2015) und Werner Gruber (Experimentalphysik) und dem Kabarettisten Martin Puntigam.

## Allgemeines

### Programme
Die Science Busters versuchen, Wissenschaft durch eine humorvolle Darstellung für eine breite Öffentlichkeit interessant und verständlich zu machen und gleichzeitig eine farbenprächtige Theatershow zu veranstalten. Dazu werden die Naturwissenschaftler vom Kabarettisten Puntigam zu bestimmten Sachverhalten befragt. Die von bis zu sieben Personen gestalteten Programme beinhalten auch auf der Bühne durchgeführte Experimente, Musikeinlagen und die Show wird visuell von einem VJ unterstützt.
Mit ihren Programmen sind sie auf Bühnen im gesamten deutschsprachigen Raum zu sehen. Seit 2011 gestalten sie eine eigene TV-Sendung auf ORF eins und 3sat, die auch auf DVD erhältlich ist. Sie sind außerdem im Radio (FM4) präsent, gestalten einen Podcast und sind Autoren mehrerer populärwissenschaftlicher Bücher und Hörbücher.

### Besetzung derScience Busters

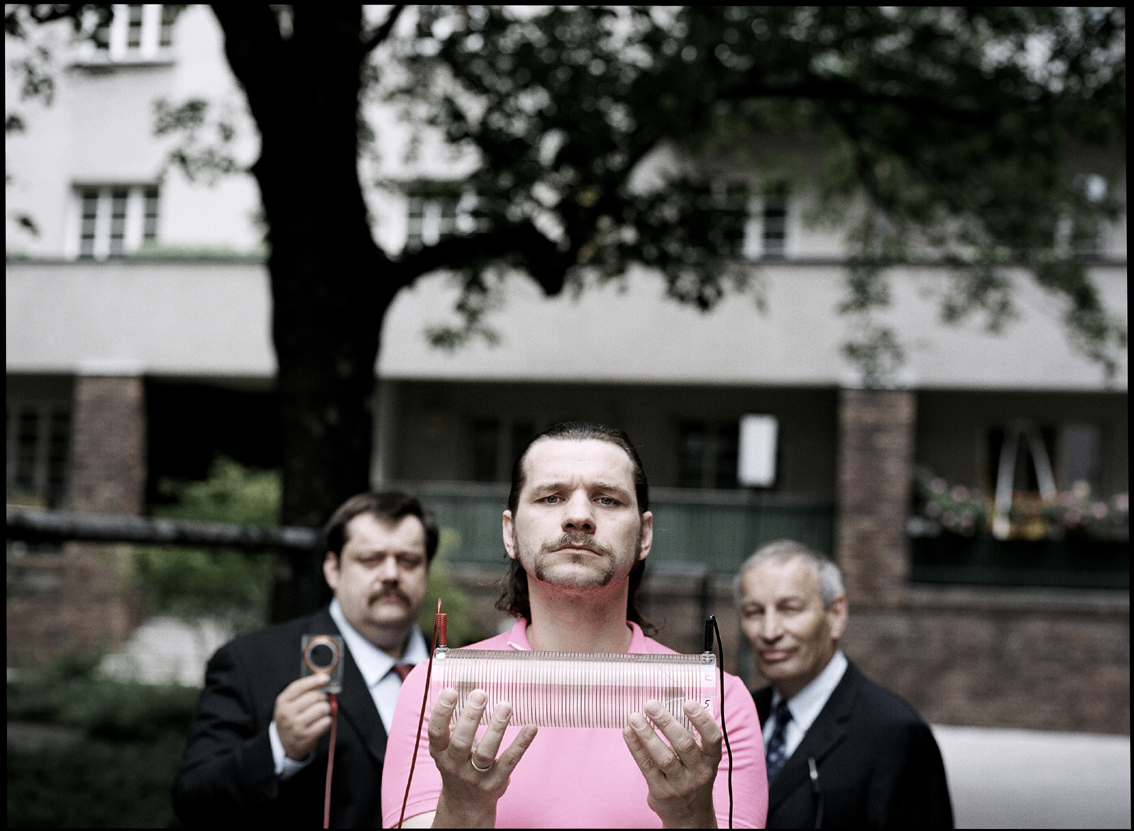
Gründungsmitglieder der Science Busters (von links: Werner Gruber, Martin Puntigam, Heinz Oberhummer)

2005/06 begannen Heinz Oberhummer, Werner Gruber und Martin Puntigam an der Technischen Universität Wien unter dem Motto „Science in Films“ und untersuchten Filme auf wissenschaftliche Plausibilität. Ab 2007 traten die drei dann unter dem Namen „Science Busters“ unter anderem im Rabenhof Theater in Wien auf und bezeichneten sich als die „schärfste Science Boygroup der Milchstraße“.
Heinz Oberhummer starb am 24. November 2015 in Wien.
Schon vor dem Tod Oberhummers haben die Science Busters unter dem Namen „Science Busters & Friends“ neue Wissenschaftler ins Ensemble geholt, danach und seit Grubers Ausstieg im Frühjahr 2016 treten sie als Science Busters mit neuer, größerer Besetzung auf. Als „Kelly Family der Naturwissenschaften“ spielen an der Seite von Martin Puntigam Florian Freistetter, Günther Paal (als Gunkl), Helmut Jungwirth, Elisabeth Oberzaucher, Martin Moder, Ursula Hollenstein, Ruth Grützbauch und Peter Weinberger. Fallweise auch der US-amerikanische Physiker und Spezialist für Zeitreisen Ronald Mallett. Die Uraufführungen der Science Busters fanden und finden an verschiedenen Theatern statt, u. a. dem Orpheum Graz, im Rabenhof Wien, im Posthof Linz, im Mainzer unterhaus oder im Wiener Stadtsaal.

## TV, Radio, DVDs
- TV-Ausstrahlung im Rahmen der Sendung DIE.NACHT auf ORF eins; in Deutschland auf 3sat
- Wöchentliche Radiokolumne inklusive Podcast im Jugendradiosender FM4 des ORF
- Science Busters: Folge 01–08 [2 DVDs], Hoanzl, 2012.
- Science Busters: Folge 01–32 [8 DVDs], Hoanzl, 2013.
- Science Busters: Folge 33–44 [4 DVDs], Hoanzl, 2015.

## Bücher, Hörbücher
- Werner Gruber, Heinz Oberhummer und Martin Puntigam: Wer nichts weiß, muss alles glauben. Ecowin Verlag, 2010. ISBN 978-3-902404-93-0.
  - Als Hörbuch Science Busters mit Harry Rowohlt: Der Hörverlag, 2012. ISBN 3-86717-921-2.
  - Als Taschenbuch: Goldmann-Verlag, 2012. ISBN 3-8445-1214-4.
- Martin Puntigam, Werner Gruber und Heinz Oberhummer: Gedankenlesen durch Schneckenstreicheln. Was wir von Tieren über Physik lernen können. Carl Hanser Verlag, 2012. ISBN 978-3-446-43215-4.
  - Als Hörbuch Science Busters mit Harry Rowohlt: Der Hörverlag, 2014 ISBN 3-423-34825-9.
  - Als Taschenbuch: Deutscher Taschenbuch Verlag, 2012. ISBN 3-8445-1214-4.
- Heinz Oberhummer Martin Puntigam, Werner Gruber: Das Universum ist eine Scheißgegend. Carl Hanser Verlag, 2015. ISBN 978-3-446-44477-5.
  - Als Hörbuch Science Busters mit Maria Hofstätter: Der Hörverlag, 2015. ISBN 978-3-8445-1938-9.
- Martin Puntigam, Florian Freistetter und Helmut Jungwirth: Warum landen Asteroiden immer in Kratern? 33 Spitzenantworten auf die 33 wichtigsten Fragen der Menschheit, Hanser, München 2017, ISBN 978-3-446-25727-6
  - Als Hörbuch Science Busters mit Thomas Loibl: Der Hörverlag, 2017 ISBN 978-3-8445-2728-5.
- Global Warming Party: Wie wir uns das Klima schönsaufen können und andere wissenschaftlich überprüfte Anregungen zur Rettung der Menschheit, Carl Hanser Verlag, München 2020, ISBN 978-3-446-26839-5
  - Als Hörbuch Martin Puntigam, Martin Moder, Florian Freistetter mit Thomas Loibl: Der Hörverlag, München 2020, ISBN 978-3-8445-3614-0
- Wissenschaft ist das, was auch dann gilt, wenn man nicht dran glaubt: Das große Jubelbuch der Science Busters, Carl Hanser Verlag, München 2022, ISBN 978-3-446-27418-1

## Programme
- 2007: Im Weltall gibt es keine Bohnen – Warum der Mensch zum Mond will und wie
- 2007: Wie sprenge ich einen Präsidenten – Von Kofferbomben und Bombenkoffern
- 2007: How Gänseleberfett saved my life! – Ein physikalischer Adventkalender
- 2008: Alien Invasion Austria – Gibt es Leben im All, wie schaut es aus und was nimmt es zum Aperitif?
- 2008: Last Exit Mars? – Warum der Mensch zum Mars will und wie
- 2008: Geheimnisvolles Universum – Kann das alles Zufall sein?
- 2008: Wie viel Eier hat der Osterhase? – Ein physikalisches Osterkörbchen
- 2008: Don’t surf a Tsunami – Was wir uns vom Weltuntergang erwarten dürfen und ab wann
- 2008: Artificial Intelligence – Wie tröstet man einen depressiven Terminator?
- 2008: Moderne Mythen – Über Mondlandungslügen, Kornkreise und die Todesfalle Bermudadreieck
- 2008: James Bond & Co. – Hollywood und die Physik
- 2008: Die Genussformel – Kulinarische Physik
- 2008: Tatort Gehirn – Warum wir lieben, wann wir morden und wodurch wir uns manipulieren lassen
- 2008: Geheimnisvolles Universum Reloaded – Vom Urknall bis zum Multiversum
- 2008: Mythen, Katastrophen und Verschwörungstheorien
- 2008: Der perfekte Christbaumbrand – Ein physikalischer Adventkalender
- 2008: Science Busters Silvester-Special – Raketen, Schaumwein und gute Vorsätze
- 2009: Magic Science Busters
- 2009: Science Busters for Kids
- 2009: Crucifixion Party – Die Physik des Christentums
- 2009: Beam me up, Scotty – Die Physik von Star Trek zwischen Wurmloch und Warp-Antrieb
- 2009: Global Warming Party – warum sich die Erde erwärmt, wer daran verdient und warum Kernenergie unser Leben retten könnte
- 2010: Mars macht mobil – von rostigen Planeten, alten Männern in Raumanzügen und Sex in Space
- 2010: Physik des Paranormalen – Schutzengelenergie, spukhafte Fernwirkung und spontane Selbstentzündung – Vergessenes Wissen oder esoterischer Unfug?
- 2010: Ozapft is – 200 Jahre Saufen, Schunkeln und Speiben für den Wirtschaftsstandort München
- 2010: Wer nichts weiß, muss alles glauben – Die Physik der Science Busters
- 2011: String, String, Brüderlein, String – Mit Schleifenquanten und nackten Singularitäten unterwegs im Multiversum zur Weltformel
- 2011: Mamaaaaaaa! – Physik des Muttertags
- 2011: Mondlandung Chop-Suey – Warum die Amerikaner am Mond waren, wie man Mondwasser abschlägt und weshalb die nächste Flagge am Mond rot mit 5 Sternen sein könnte
- 2012: Missing Manual Weltuntergang
- 2012: Superjoghurt rettet die Welt – Lichtfasten, Blähbauch und anderer Unfug
- 2012: Marantjosef! – Die Wissenschaft der Wunder
- 2012: Die Dunkle Seite des Alls
- 2012: Hatte der Urknall Hintermänner?
- 2012: Gedankenlesen durch Schneckenstreicheln
- 2012: Weltuntergang Edition 2012 – Gemma Maya
- 2012: Silvester Edition 2012 – Ein naturwissenschaftlicher Jahresrückblick
- 2013: Es lebe der IgNoble Prize
- 2013: Spukhafte Fernwirkung, überlichtschnelle Tachyonen und mondsüchtige Ozeane – Wie paranormal ist Physik
- 2013: Die Globulisierungsfalle
- 2013: Science Busters for Kids II
- 2013: Buche suche, Eiche weiche
- 2013: The Return of una Paloma blanca
- 2013: Science rulez
- 2013: Dicke fette Omalette, ausgestopfte Mondrakete
- 2013: Mondverschwörung, my ass
- 2013: Science Busters all inklusive
- 2013: Wie schwer ist das Schwerelos?
- 2013: Unendliche Welten
- 2013: Wer nichts weiß, muss alles glauben REDUX
- 2013: Science Busters XXL – Burn, Motherfucker, Burn
- 2013: Silvester Edition 2013
- 2014: Ich ess Dich, Du Weh!
- 2014: Sagt der Hausverstand
- 2014: Neues von der Klatschmohnwiese
- 2014: Hey, Wickie, Hey
- 2014: Bitte 10 dag Sauwetter von der Guten
- 2014: Life is Live
- 2014: Bist du schiach – die Physik der Tiefsee
- 2014: Unter Donner und Blitz
- 2014: Satellite Of Love
- 2014: Alles Gute kommt von oben
- 2014: Freeze! Gehirnfrost, Winterdepression und Kältetod
- 2014: Heat! Brennen für die Physik
- 2014: Silvester Edition 2014
- 2015: Wie viel Eier hat der Osterhase?
- 2015: Speed
- 2015: Sound of Silence
- 2015: Das Universum ist eine Scheißgegend (Puntigam, Oberhummer, Gruber, Freistetter und Jungwirth)
- 2015: Blade (Puntigam, Gunkl und Freistetter)
- 2016: Bierstern ich dich grüße (Puntigam, Freistetter und Jungwirth)
- 2016: Battle Royal: Leben (Puntigam, Freistetter, Gunkl, Jungwirth, Oberzaucher, Weinberger, Moder)
- 2017: Winter is coming – die Wissenschaft von Game of Thrones (Puntigam, Oberzaucher, Moder, Freistetter)
- 2017: Warum landen Asteroiden immer in Kratern (Puntigam, Jungwirth, Freistetter)
- 2018: Ozapftis! 2018 – Die Naturwissenschaft des Oktoberfests (Puntigam, Moder, Freistetter)
- 2018: Jesus war ein Fliegenpilz – die neue Weihnachts-Show (Puntigam, Jungwirth, Weinberger, Moder)

## Preise
- 2010: Kommunikator des Jahres von Public Relation Verband Austria (PRVA)[11]
- 2011: Buchliebling des Jahres: Wer nichts weiß, muss alles glauben[12]
- 2012: Volksbildungs-Preis der Stadt Wien[13]
- 2013: Sonderpreis des Österreichischen Kabarettpreises[14]
- 2013: Wissensbuch des Jahres für Gedankenlesen durch Schneckenstreicheln: Jurypreis und Publikumspreis
- 2013: Radiopreis der Erwachsenenbildung[15]
- 2016: Deutscher Kleinkunstpreis Sparte Kleinkunst
- 2016: Wissensbuch des Jahres für Das Universum ist eine Scheißgegend: Publikumspreis[16]
- 2018: Salzburger Stier[17]
- 2018 und 2022: Publikumspreis des Österreichischen Kabarettpreises[18][19]